# Hiretadashi, Ramdurg
Hiretadashi là một làng thuộc tehsil Ramdurg, huyện Belgaum, bang Karnataka, Ấn Độ.